# Parc national du Mont-Orford

Logo

Le parc national du Mont-Orford, d'une superficie de 58,37 km2, est situé à l'ouest de Sherbrooke et au nord de Magog, dans la région de l'Estrie. Il est géré par le gouvernement du Québec par l'entremise de la SÉPAQ. Le mont Orford, haut de 853 mètres, et le mont Chauve, de 599 mètres, sont les montagnes qui dominent le territoire du parc. Deux lacs importants, soit les lacs Fraser et Stukely, sont situés au moins en partie dans le parc et donnent leurs noms à des secteurs du parc.

## Historique
Le parc a été créé en 1938 à la suite d'une entente intermunicipale, dont chaque partie s'engageait à céder des terres afin de permettre la constitution du territoire protégé.
Au début des années 1940, un terrain de golf y est construit. Pour souligner Expo 67, un terrain de camping et le Centre d'arts Orford sont construits à l'intérieur du parc. Par la suite, une station de ski s'est installée dans le parc, des experts ayant estimé qu'elle causerait peu de perturbations.
En 1976, le gouvernement du Québec agrandit la surface du parc en expropriant des propriétaires, faisant passer la surface de 40 km2 à 58,37 km2. Ce geste faisait suite à une proposition de sortir du parc toute activité à caractère commercial. Par exemple, la station de ski serait demeurée au même endroit, mais n'aurait plus officiellement fait partie du parc, celui-ci voyant ainsi sa taille réduite.
C'est à la suite des audiences publiques du 30 et 31 mars 1979 que le parc devient récréatif, c'est-à-dire que s'exercent la pratique d'activités de plein air et la protection du milieu naturel sur le même territoire.

### Agrandissement
Suivant l'affaire de la privatisation du Mont-Orford, le gouvernement du Québec s'est engagé à agrandir
le parc national. En vertu de ce projet, la superficie du parc passerait à près de 108 km2, ce qui  permettrait au passage d'ajouter une nouvelle région naturelle à la mission de conservation du parc, soit les chaînons de l’Estrie, de la Beauce et de Bellechasse.
En date du 29 octobre 2013, 39,8 km2 de terrains avaient déjà été acquis par le gouvernement dans le cadre du projet d'agrandissement. En juillet 2023 le Bureau d'audiences publiques sur l'environnement a émis un avis favorable à l'agrandissement du parc. De plus le BAPE recommande au ministère de l'Environnement de négocier avec la famille Bombardier l'accès au lac La Rouche.
En 2024, Benoit Charette a affirmé qu'il était probable que le parc soit agrandi d'ici 2026.

## Récréation
Comme les autres parcs du réseau Sépaq, le parc national du Mont-Orford est une aire protégée du Québec. Cela signifie que toute activité menée sur son territoire doit protéger ses écosystèmes, et que les activités de récréation doivent se dérouler à l'intérieur d'un territoire délimité.
Plusieurs sentiers sont balisés à l'intérieur du parc, dont le Sentiers des Crêtes, ce qui permet de faire de la randonnée pédestre en été et du ski de fond en hiver. Un centre consacré à la musique, le Centre d'arts Orford, y est installé, tout comme la Station de ski du Mont Orford. Près de 500 sites de camping sont aussi accessibles. En tout, ce sont 25 kilomètres de sentiers pédestres où le ski de fond et la raquette sont permis l'hiver qui se retrouvent dans le Parc. Ils font partie du réseau des Sentiers de l'Estrie. En 2019, le parc était le premier du réseau SEPAQ à inaugurer un réseau de Vélo de montagne.

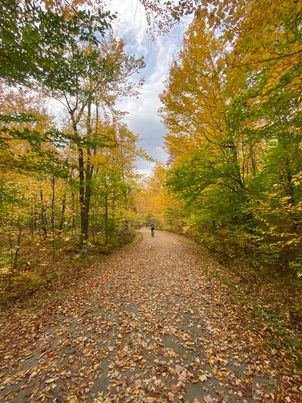
Sentier de la Boucle des Trois-Étangs

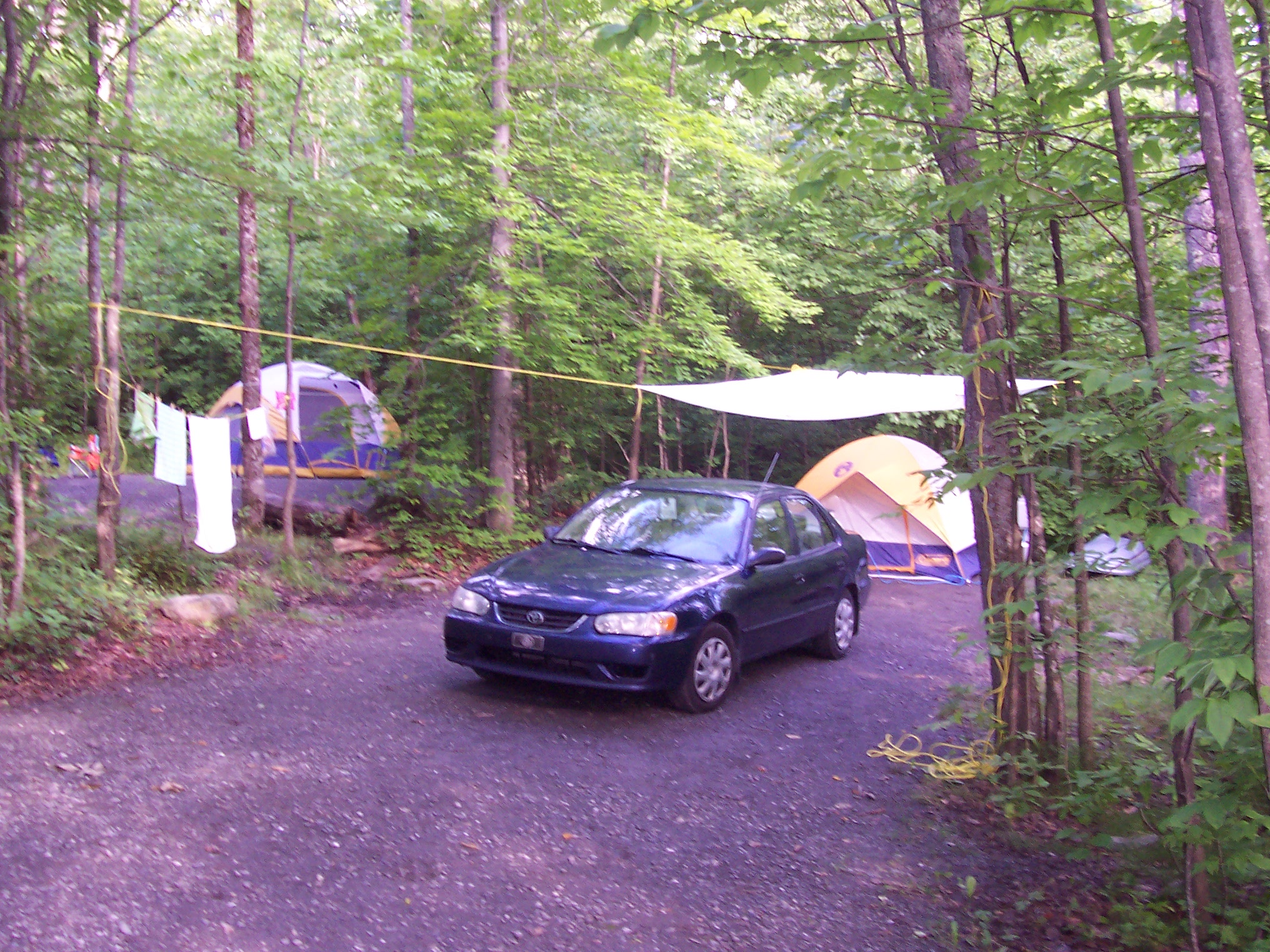
Camping du secteur Stukely.
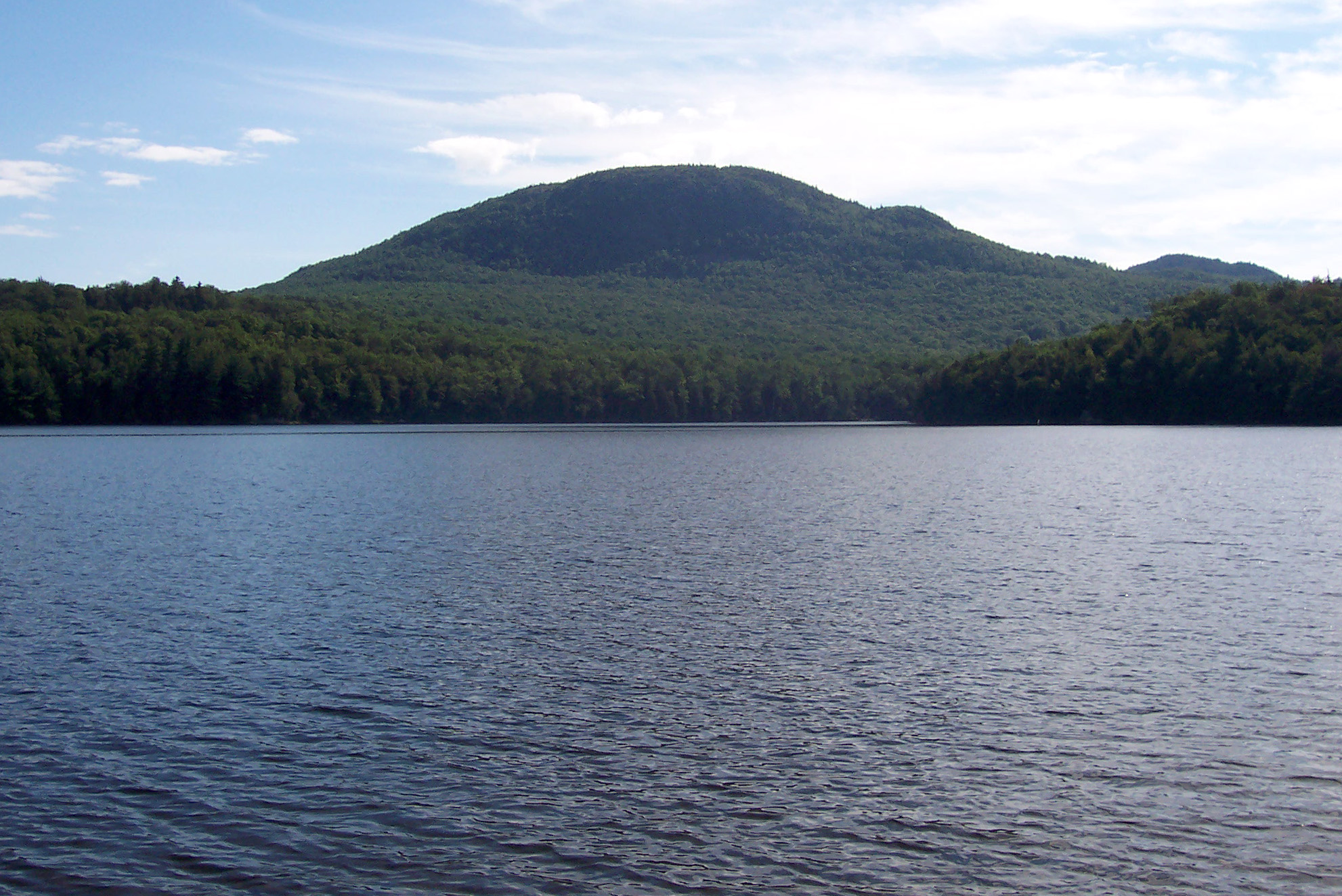
Vue du Lac Stukely et du Mont Chauve.
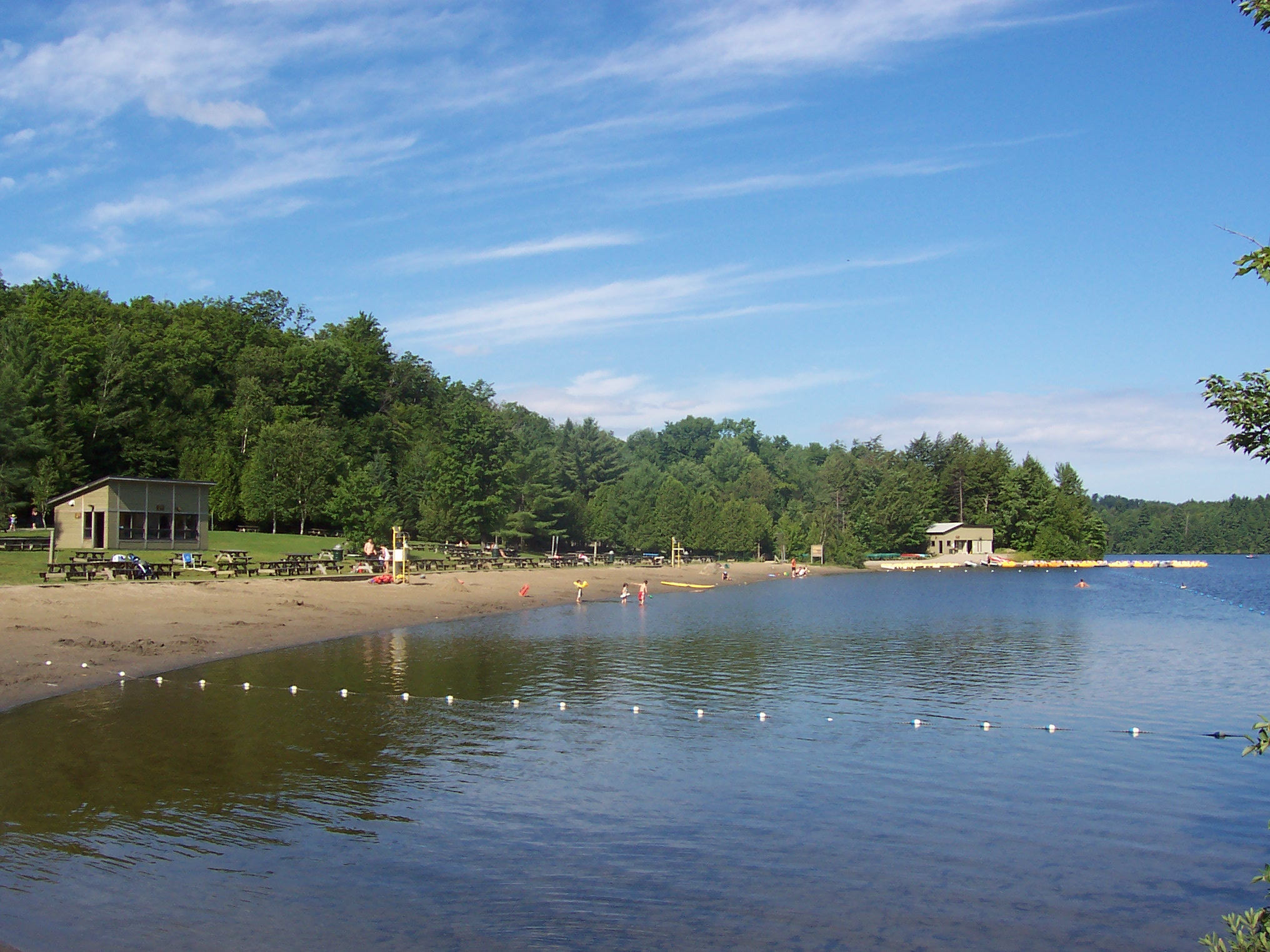
Plage du Lac Stukely.
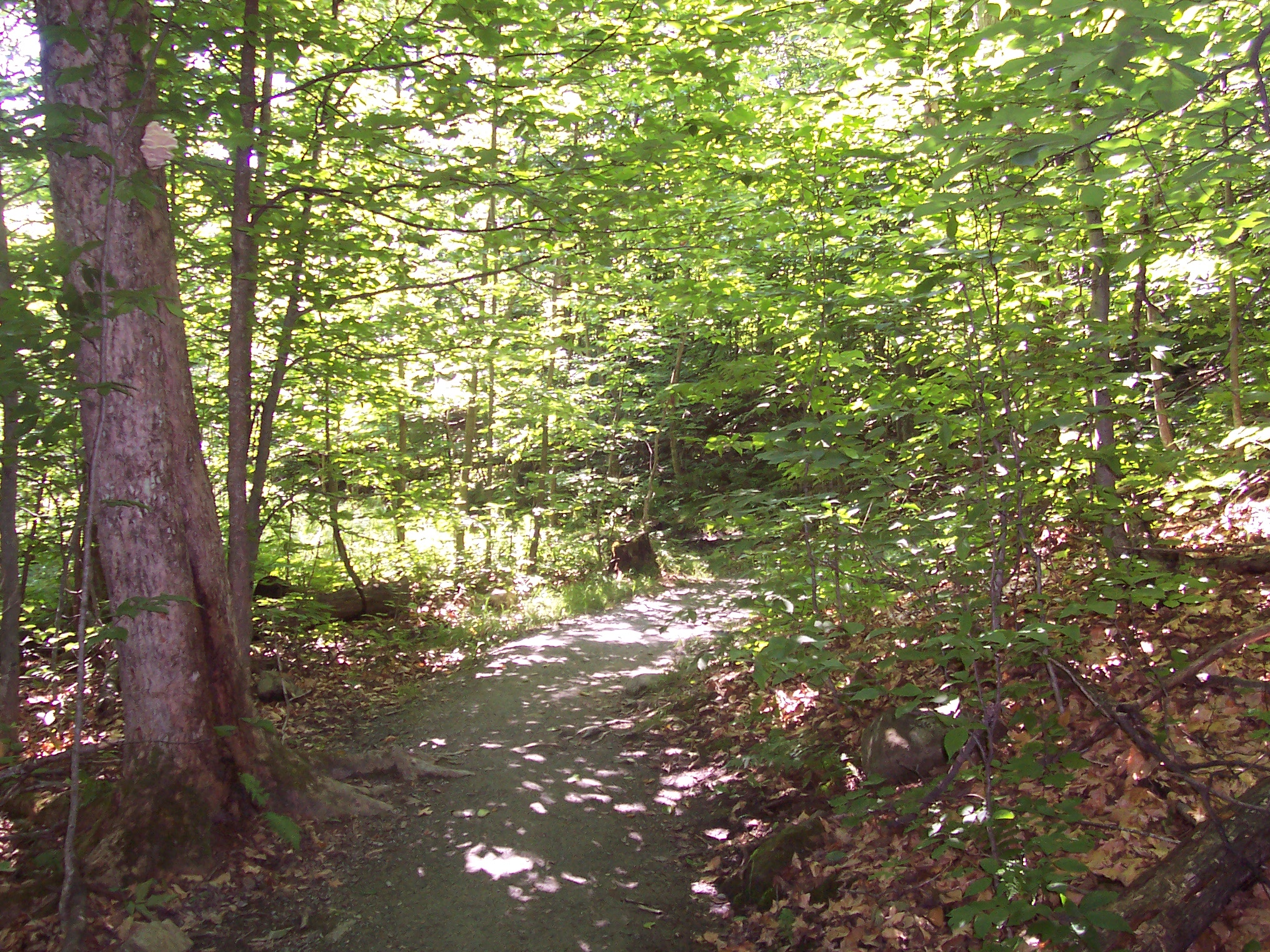
Sentier pédestre vers l'étang Fer-de-Lance.
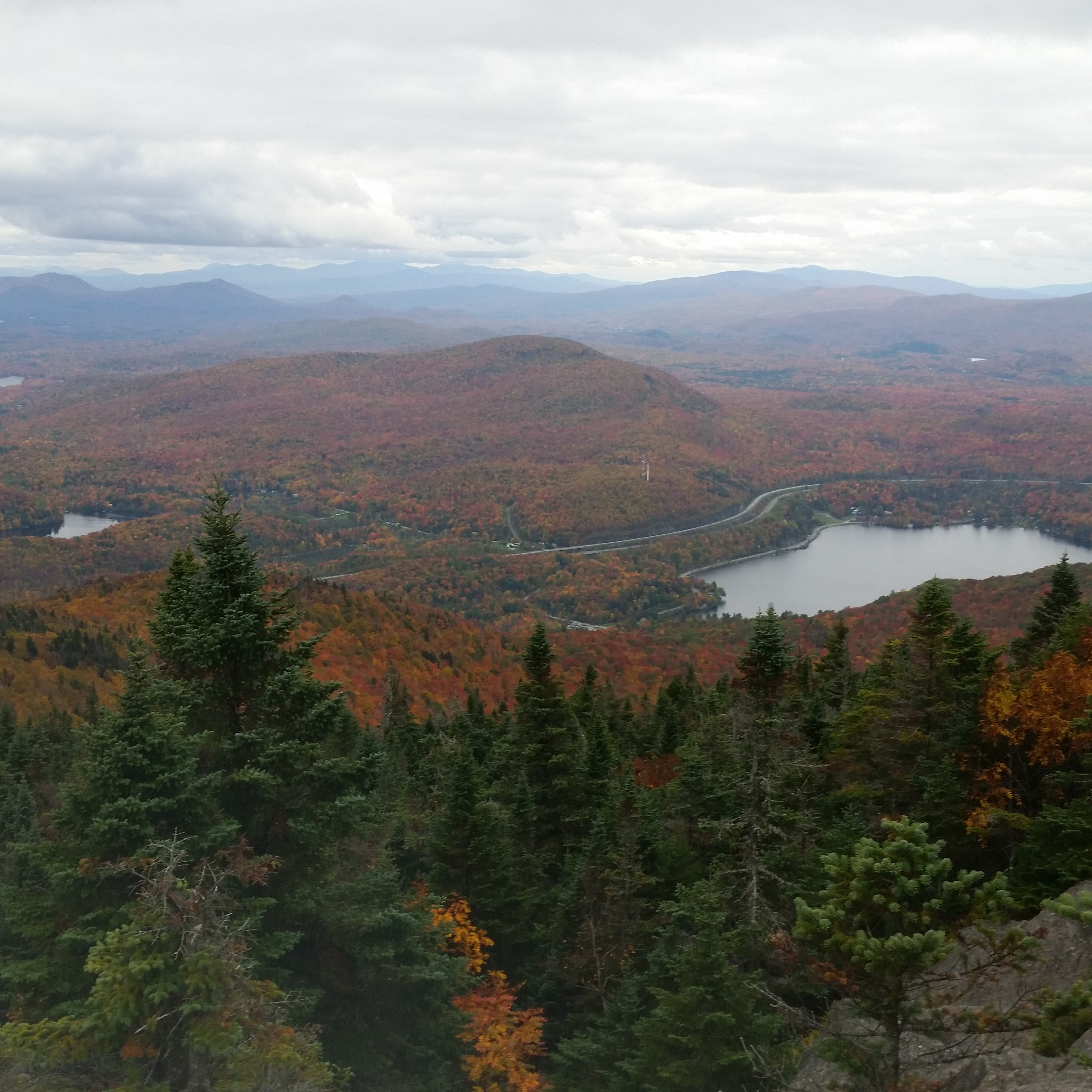
Vue du Lac Orford à partir du sommet du Mont Orford.
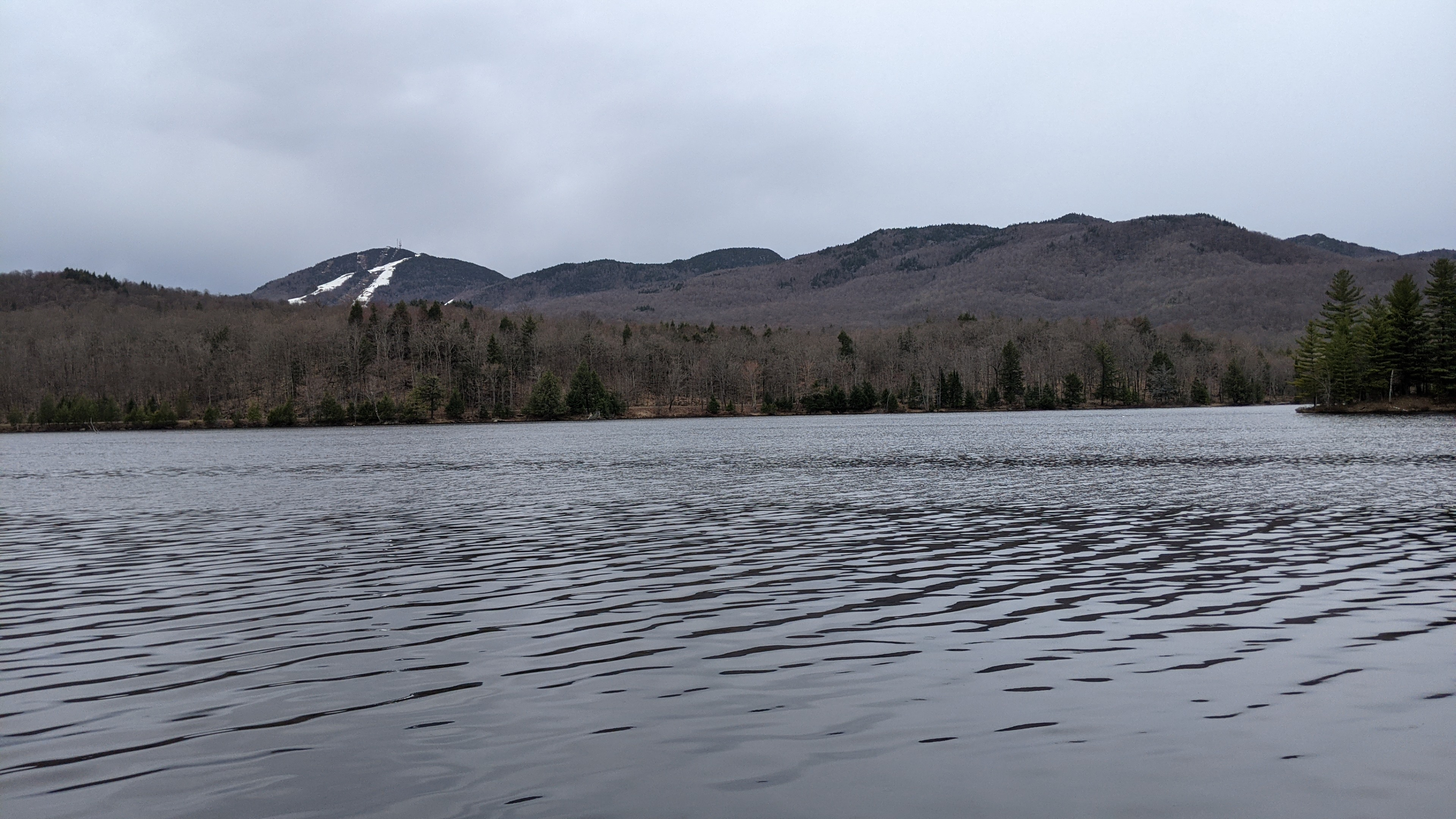
Étang aux cerises.
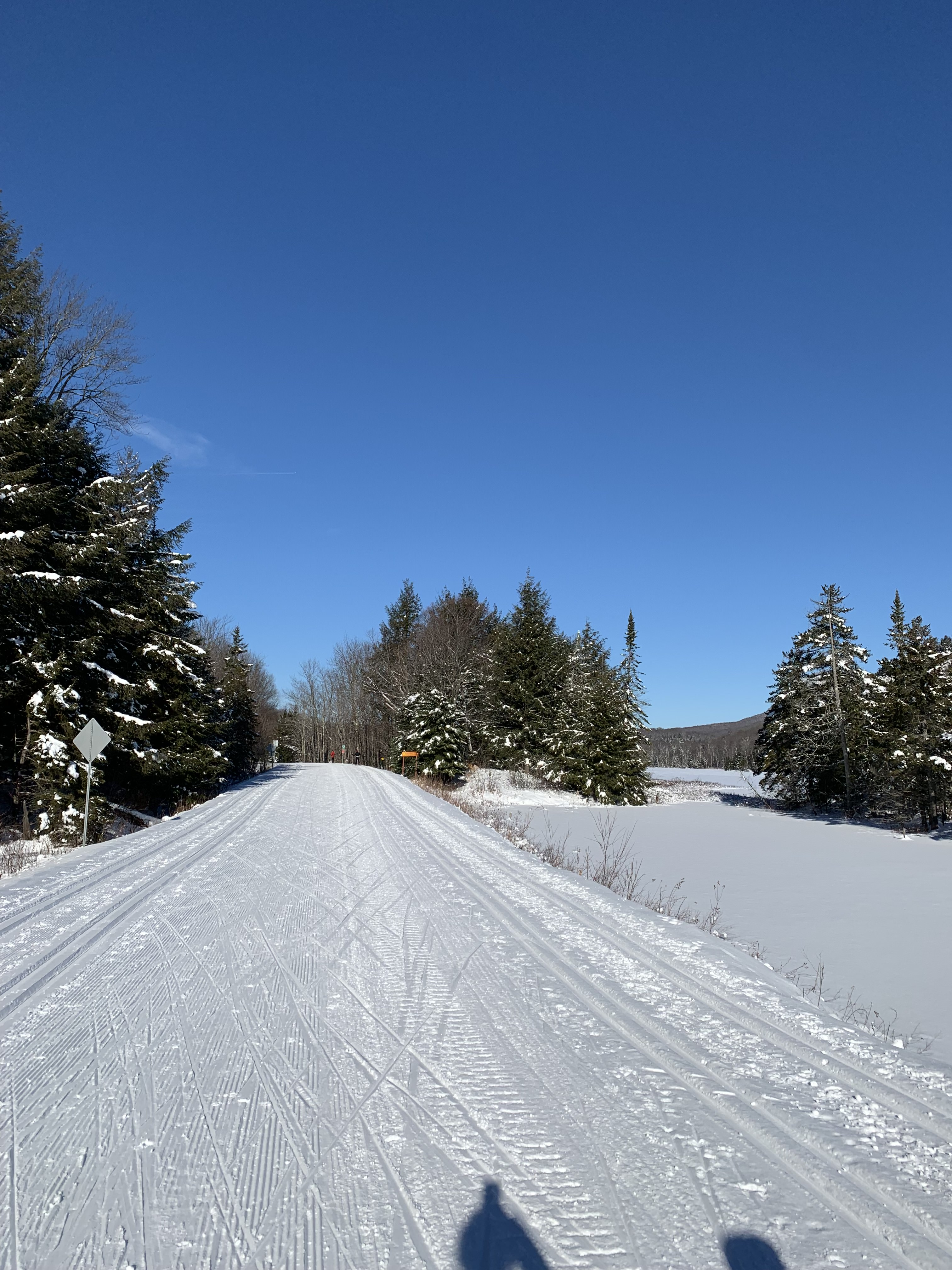
La route menant au camping devient piste de ski de fond en hiver.
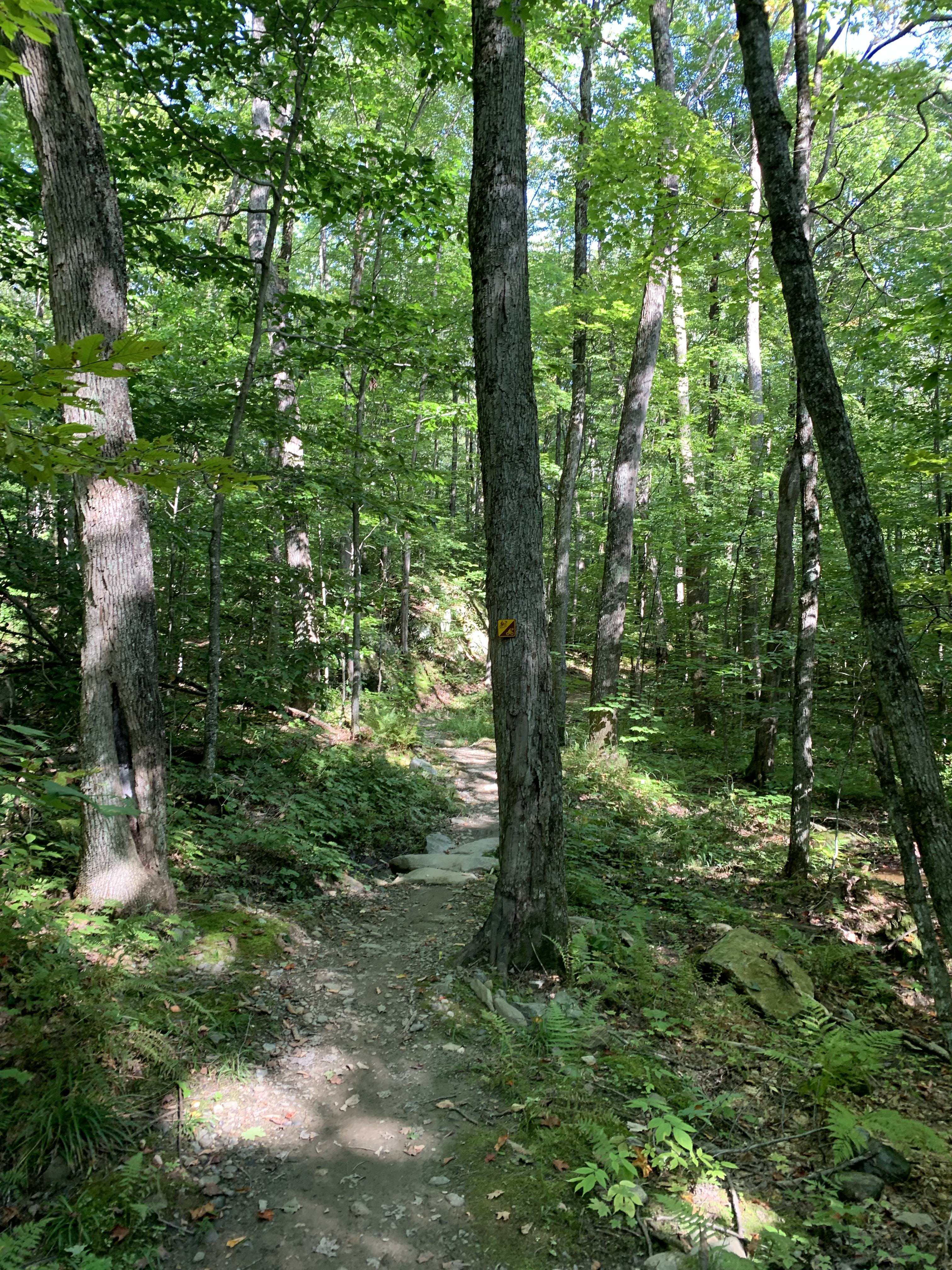
le sentier de vélo de montagne la Chanterelle
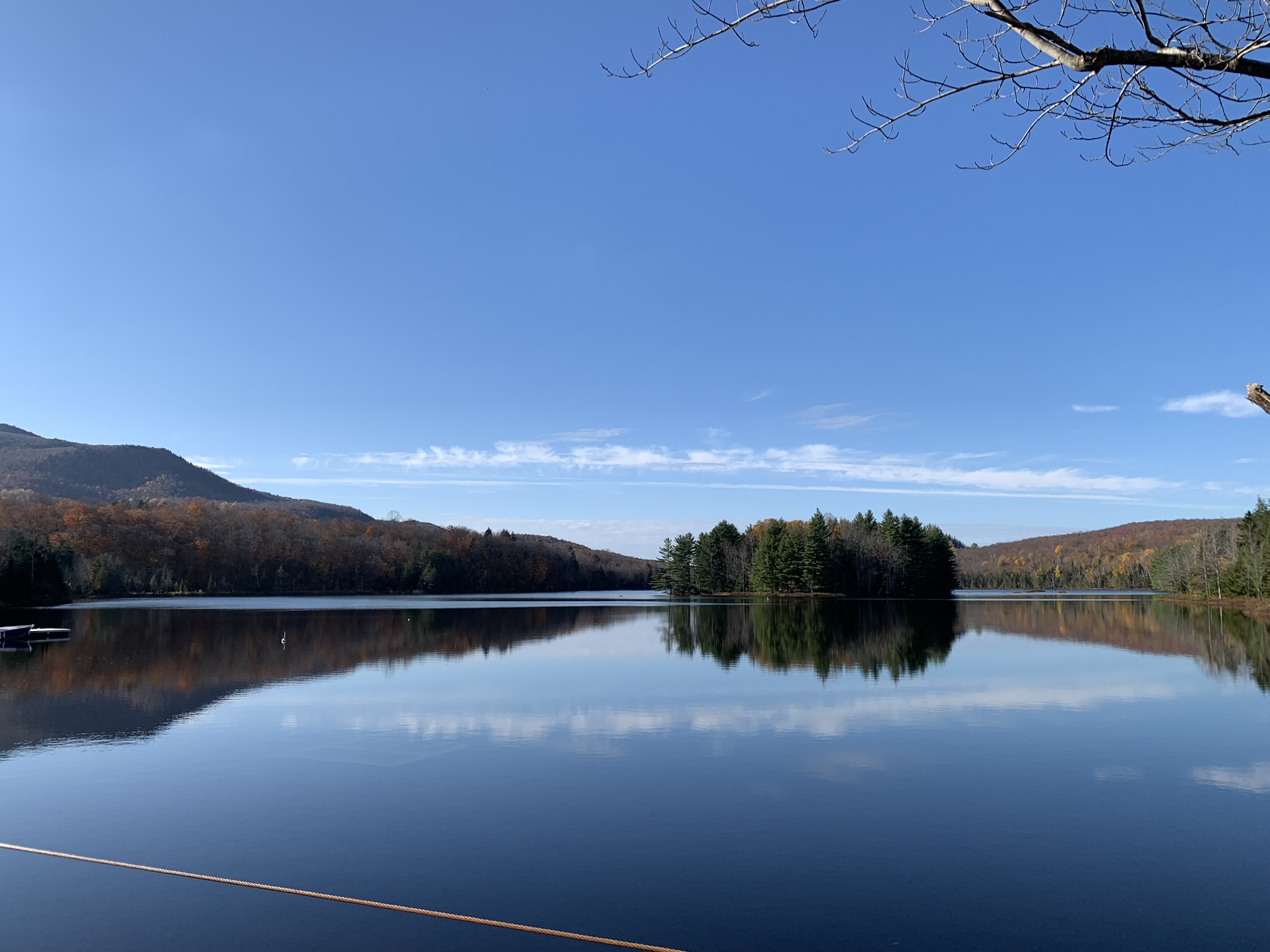
Parc du Mont-Orford